# Brachyntheisogryllacris maindroni
Brachyntheisogryllacris maindroni is een rechtvleugelig insect uit de familie Gryllacrididae. De wetenschappelijke naam van deze soort is voor het eerst geldig gepubliceerd in 1913 door Griffini.